# Абаскаль, Сантьяго
Сантья́го Абаска́ль Ко́нде (исп. Santiago Abascal Conde; род. 14 апреля 1976, Бильбао) — испанский политик-националист, с сентября 2014 года председатель правой партии «Голос». Депутат Парламента Страны Басков в 2004-2009 годах, депутат XIII, XIV и XV созывов Конгресса депутатов Испании (с 2019 года). Автор политических эссе.

## Биография
Сын политика Сантьяго Абаскаля Эскусы, состоявшего в партии «Народный альянс», трансформировавшейся впоследствии в Народную партию. Дед Сантьяго Абаскаля занимал должность мэра родного Амуррио при франкистском режиме.
В начале политической карьеры с 18 лет Сантьяго Абаскаль состоял в консервативной Народной партии. В 1999—2007 годах Абаскаль занимал должность советника администрации муниципалитета Льодио, в 2003—2004 годах входил в состав регионального парламента провинции Алава, в 2004—2009 годах являлся депутатом парламента Страны Басков. Участвовал в создании партии «Голос» и в конечном итоге вышел из Народной партии в 2013 году. В сентябре 2014 года большинством в 91 % голосов Сантьяго Абаскаль был избран председателем партии «Голос». Политик состоит во втором браке, отец четверых детей.

## Публикации
- Secesión y exclusión en el País Vasco, Vitoria, 2004.
- ¿Derecho de autodeterminación? Sobre el pretendido derecho de secesión del «Pueblo Vasco», Madrid, 2004.
- La farsa de la autodeterminación. El plan Ibarretxe: al asalto del País Vasco y España, Barcelona, 2005.
- En defensa de España. Razones para el patriotismo español, Madrid, 2008.
- No me rindo, Madrid, 2014.
- Hay un camino a la derecha, Madrid, 2015.